# Томаровский район
Томаровский район — административно-территориальная единица в составе Центрально-Чернозёмной, Курской и Белгородской областей, существовавшая в 1928—1963 годах. Центр — село Томаровка.

## История
Село Томаровка основано как слобода в 1658 году. В 1700 году в составе Карповского уезда. В 1802 году появилась Томаровская волость в составе Белгородского уезда. С 1885 года через село проходит строящаяся железная дорога «Белгород—Готня—Сумы». С 1903 года началось регулярное движение поездов, что позволило быстро развивать экономическую жизнь близлежащих территорий.
Томаровский район был образован в 1928 году в составе Белгородского округа Центрально-Чернозёмной области.
23 июля 1930 года окружная система в СССР была упразднена и Томаровский район перешёл в прямое подчинение Центрально-Чернозёмной области.
13 июня 1934 года Томаровский район был отнесён к Курской области.
6 января 1954 года Томаровский район отошёл к Белгородской области.
1 февраля 1963 года Томаровский район был упразднён.
Указом Президиума Верховного Совета РСФСР от 12 января 1965 года был образован Яковлевский район Белгородской области с административным центром в городе Строитель. Томаровский район полностью вошёл в его состав.

## Административно-территориально деление
По состоянию на 1945 года район делился на 24 сельсовета: Алексеевский, Бутовский, Высоковский, Глинский, Дмитриевский, Драгунский, Дубининский, Завидовский, Заделинский, Казацкий, Калининский, Козьма-Демьяновский, Козыческий, Кустовский, Луханинский, Мощенский, Неведомо-Колодезянский, Пушкарский, Серетенский, Стрелецкий, Томаровский 1-й, Томаровский 2-й, Черкасский и Яковлевский.